# Blau
Blau fue una de las marcas comerciales de telefonía móvil de la empresa holandesa KPN, que opera bajo este nombre como operador móvil virtual en su país de origen, así como en Alemania o Bélgica. El nombre oficial de la empresa es KPN Móviles, S.L.U.
Hasta diciembre de 2012, el servicio de la filial de la multinacional holandesa KPN Spain S.L.U. En tal fecha, Orange España llegó a un acuerdo con KPN para adquirir el 100% del negocio. Se acordó que, a pesar de haber cedido la actividad, la marca se mantendría, que seguiría siendo propiedad intelectual de KPN y Orange la utilizaría bajo autorización.
KPN opera también en telefonía móvil en distintos países bajo muchas otras marcas, entre las que destacan E-Plus y BASE. En España también opera con la siguiente marca: 
- Simyo (marca propia de KPN).

Sin embargo, operaba en el pasado con las siguientes marcas, entre otras:
- Bankinter Móvil (operaba como MVNE para el banco Bankinter);
- TalkOut / Euphony (operaba como MVNE para Euphony, antigua Affinalia);
- MundiMóvil (operaba como MVNE);
- XL MOVIL (operaba como MVNE para Viajes Marsans, el diario La Gaceta de los Negocios y la cadena de radio COPE);
- Vueling móvil (operaba como MVNE para Vueling).

En España, el servicio Blau se lanzó comercialmente el 7 de octubre de 2008, en calidad de operador móvil virtual bajo la cobertura de Orange España.
Blau confirmó que cesaría sus actividades paulatinamente ante la fría acogida del servicio. Igualmente otros operadores dependientes de KPN Spain cesaron su actividad como 40Móvil. A mediados de junio de 2012 el servicio de Blau fue interrumpido definitivamente, desapareciendo su sitio web y dejó de prestar servicio transfiriendo su cartera de clientes a Simyo, aplicando la tarifa del "0 y 8 cénts".